# کلیسای جامع تورکو
کلیسای جامع تورکو (فنلاندی: Turun tuomiokirkko) یک کلیسای جامع در تورکو، فنلاند است.
این کلیسا که در سال ۱۳۰۰ میلادی تأسیس شده‌است دارای ۱۴۰۰ نفر ظرفیت، ۸۹ متر طول، ۳۸ متر عرض و ۱۰۱٫۹۰ متر ارتفاع می‌باشد. کلیسای تورکو در سال ۱۸۲۷ در یک آتش‌سوزی گسترده دچار خسارت‌های زیادی شد و سپس مورد بازسازی قرار گرفت.

## نگارخانه

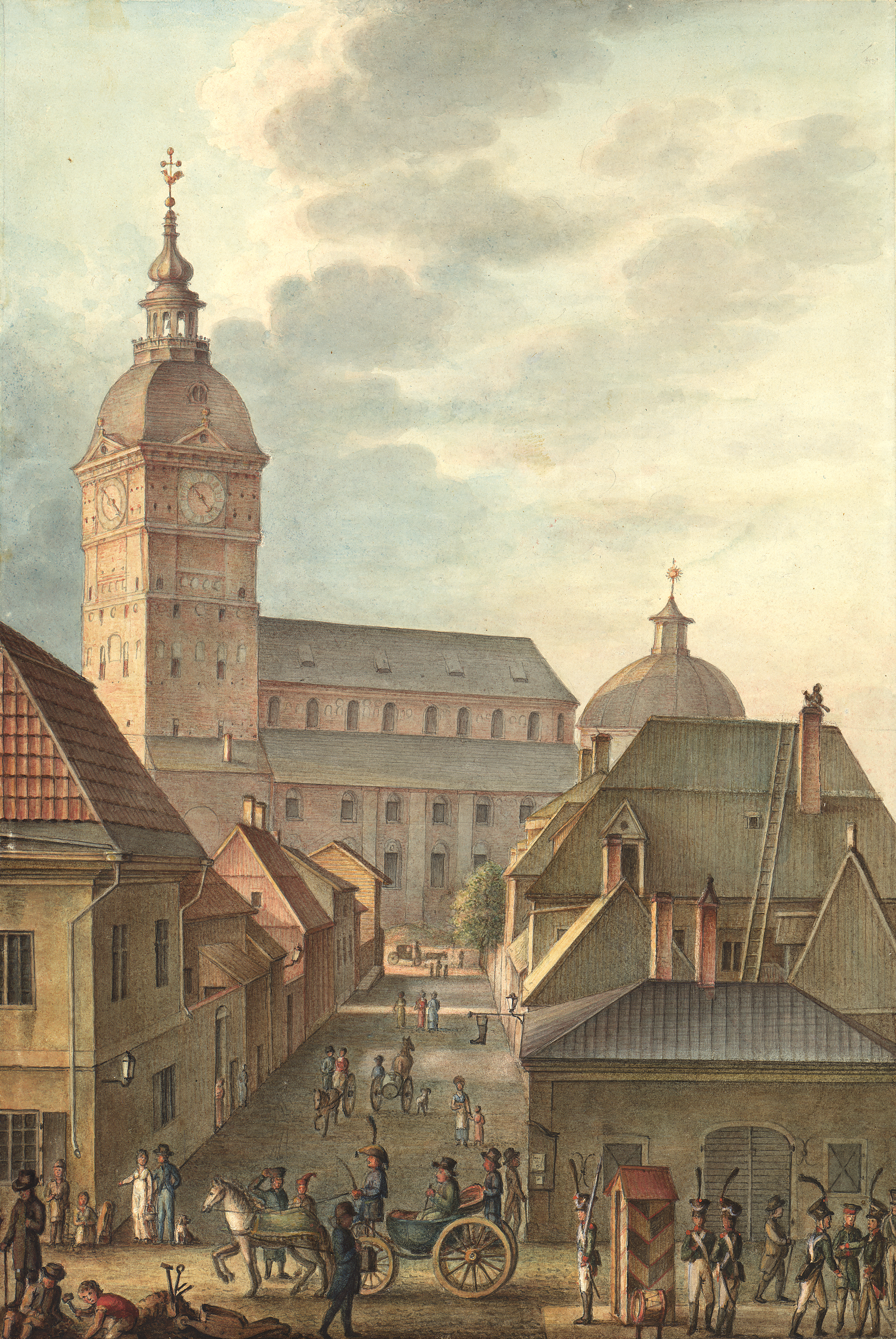
نمایی از قبل آتش‌سوزی، ۱۸۱۴
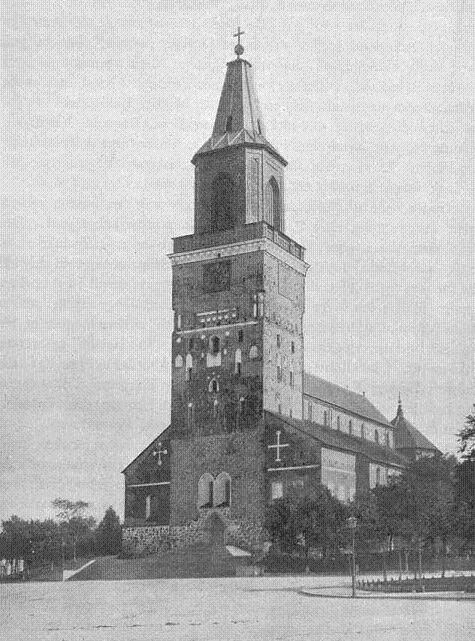
۱۹۰۰
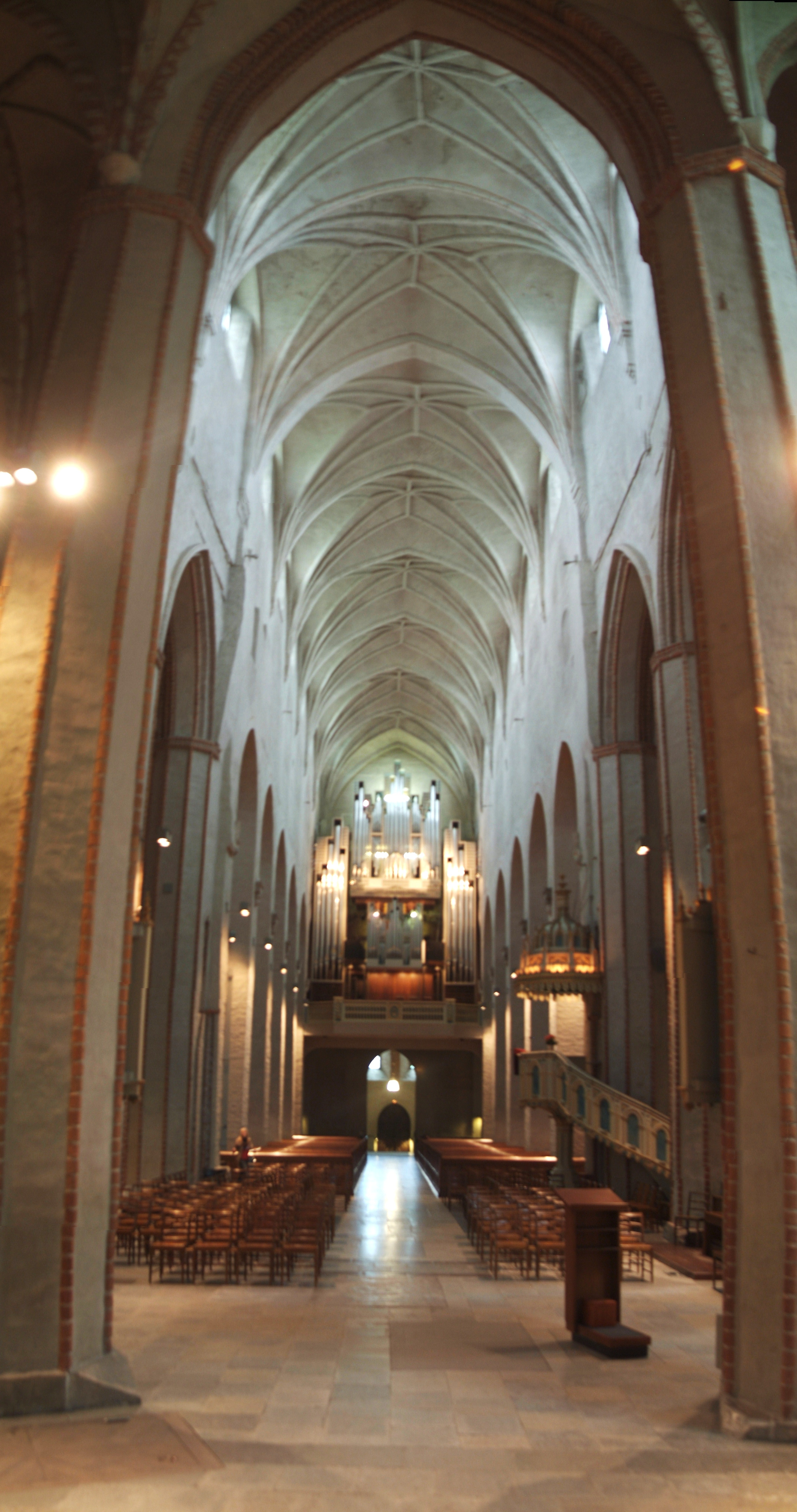
نمای داخلی
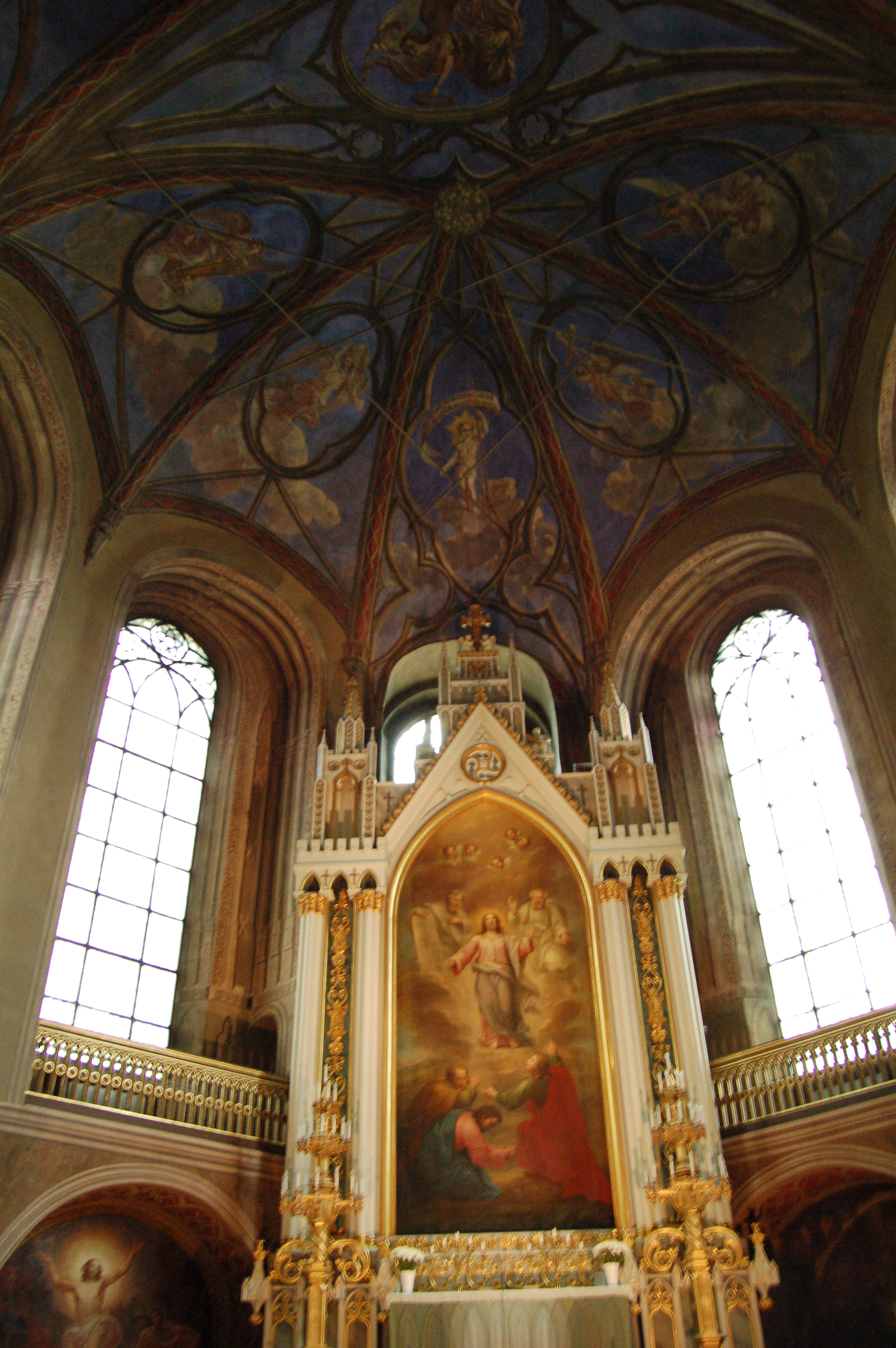
محراب
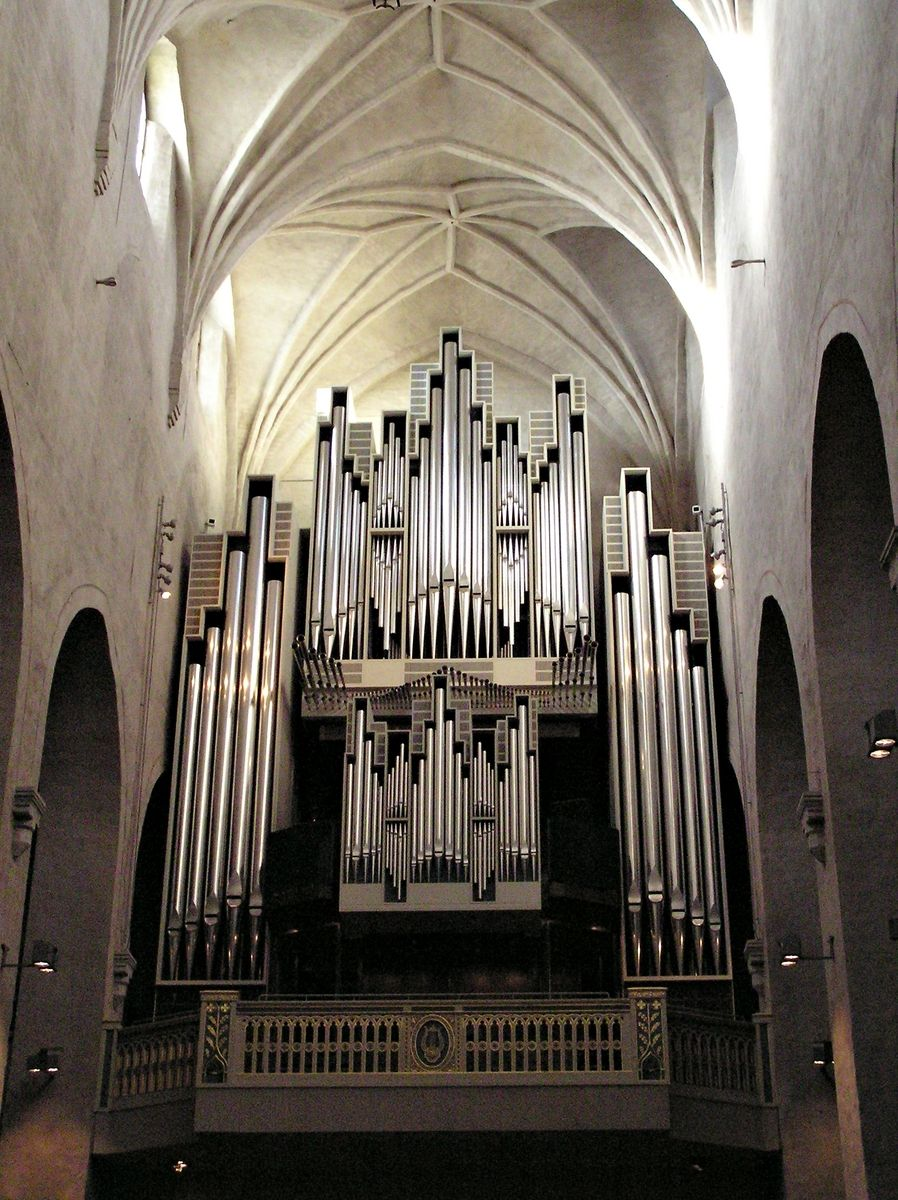
ارگ اصلی